# If These Trees Could Talk
If These Trees Could Talk é um grupo post-rock instrumental oriundos de Akron, Ohio. O nome da banda tem origem numa frase do avô de Cody Kelly, que faleceu antes da banda surgir.

## Membros
- Tom Fihe – baixo
- Jeff Kalal - guitarra
- Cody Kelly – guitarra
- Mike Socrates – guitarra
- Zack Kelly – bateria

## Discografia
- If These Trees Could Talk (2006)
- Above the Earth, Below the Sky (2009)
- Red Forest (2012)
- Bones of a Dying World (2016)